# (34745) 2001 QV90
2001 كيو في 90 (ويعرف أيضًا باسم (34745) 2001 كيو في 90 وفق تسمية الكوكب الصغير) (بالإنجليزية: 2001 QV90)‏ هو كويكب ضمن حزام الكويكبات؛ وترتيبه 34745 من حيث الاكتشاف.
اكتُشف هذا الجُرم الفلكي بواسطة بحث لنكولن عن الكويكبات القريبة من الأرض في 22 أغسطس 2001.

## وصلات خارجية
- (34745) 2001 QV90 في قاعدة بيانات مختبر الدفع النفاث لأجرام النظام الشمسي الصغيرة

- الاكتشاف · مخطط المدار ·  العناصر المدارية · المعلمات المادية

- (34745) 2001 QV90 على موقع ويكي سكاي: DSS2, SDSS, GALEX, IRAS, Hydrogen α, X-Ray, Astrophoto, Sky Map, Articles and images